# Ingrere
Ingrere (ižoralaine), er et østersøfinsk folkeslag, som sammen med voterne udgør den oprindelige befolkning i Ingermanland ved sydkysten af den Finske Bugt, overvejende på strækningen mellem Narva og Neva.
De ortodokse ingrere må ikke forveksles med finskingermanlændinge, som er lutheranere og taler en dialekt af finsk.
Ingrernes sprog, ingrisk, som tilhør den østersøfinske sproggruppe, anvendes overvejende af den ældre generation. Ingrisk sprog anses for truet af udryddelse.

## Udbredelse
Ingrerne er bosatte på halvøerne Kurgula, Soikola og Hevaha i Ingermanland.

## Historie
Ifølge folketællingen 1848 boede i Ingermanland 17.800 ingrere, 29.344 äyämöiser, 42.979 savolaxer og 5.148 voter. Ifølge den finske encyklopædi ("Iso tietosanakirja") fandtes i midten af 1930-erne ca. 20.000 ingrisksprogede personer fordelt på 130 landsbyer.
Ingrernes skæbne i mellemkrigstiden må ses som et led i den skæbne, der overgik alle de finsk-ugriske folk i Ingermanland. Ifølge det finske tidsskrift "Inkeriläisten Viesti" opgjordes den østersøfinske befolkning i Ingermanland i tiden under den tyske besættelse 1941-1944 til omkring 100.000 personer, hvilket var en halvering i forhold til forholdene ved udbrydelsen af den russiske revolution i 1917. I forbindelse med oprettelsen af Kolkhozer deporteredes i årene 1929-1931 omkring 4.000 familier, i alt 18.000 ingrere. I april 1935 deporteredes yderligere 7.000 personer, og i månederne maj-juli 1936 deporteredes hele befolkningen i det nordlige Ingermanlands grænsesogne, i alt henved 50.000 personer. Størstedelen af dem blev flyttede til området mellem Jenisej og Lena, en del til Sakhalin og til mineområderne på Kola-halvøen. Meddelelserne om disse deportationer gav hver gang anledning til voldsomme protester i Finland.
2. verdenskrig var en katastrofe for den østesøfinske befolkning i Ingermanland. Tusinder døde af sult, sygdomme eller på grund af krigsbegivenhederne. Omkring 65.000 ingermanlændinge blev evakuerede til Finland via Estland. Umiddelbart efter afslutningen af denne redningsaktion måtte Finland imidlertid slutte fred med Sovjetunionen, og i fredsbetingelserne indgik tilbagesendelse af de evakuerede. I alt omkring 55.000 blev sendt tilbage, 5.000 ingermanlændinge nåede forinden at flygte til Sverige. Ligeledes måtte Finland udlevere de fortrinsvis ingermanlandske soldater, som havde støttet tyskerne under angrebene på Leningrad. Nogle år efter krigens afslutning måtte Finland tillige udlevere alle de børn af ingermanlandsk oprindelse, som var blevet adopterede af finske familier under krigen. De udleverede ingermanlændinge fik imidlertid ikke lov at vende tilbage til deres hjemegne men sendtes i stedet til egnene omkring den sydlige del af Volga og dennes bifloder eller til straffelejre i Sibirien. En i størrelse ukendt del af disse kom efter 1956 til Estland, hvor de blev registrerede som finner (ved folketællingen i 1979 opgjordes antallet af "finner" i Estland til 17.753). Det er indlysende at denne behandling af civile borgere kun kunne sigte på at udrydde den ingermanlandske befolkning og kultur i dette område.

## Antal
| År   | Antal ingrere | Ingrisk som modersmål |
| ---- | ------------- | --------------------- |
| 1848 | 17.800        | -                     |
| 1897 | 21.700        | -                     |
| 1926 | 26.137        | -                     |
| 1959 | 1.062         | 34,7%                 |
| 1970 | 781           | 26,6%                 |
| 1979 | 748           | 32,6%                 |
| 1989 | 820           | 36,8%                 |